# The Skull (povestire)
„The Skull” („Craniul”) este o povestire science-fiction a scriitorului american Philip K. Dick, publicată pentru prima oară în 1952 în revista If și mai târziu în culegerea The Stories Collected by Philip K. Dick. De atunci a fost republicată de mai multe ori, inclusiv în culegerea Beyond Lies the Wub în 1988. 

## Rezumat
Conger, protagonistul, are șansa de a ieși din închisoare dacă este de acord să călătorească înapoi în timp și să omoare un bărbat. Ținta lui Conger a apărut în 1960 într-un mic oraș și a dat naștere unei noi mișcări religioase care a schimbat radical lumea în următorii câteva sute de ani. Lui Conger îi este dat un craniu cu ajutorul căruia îl poate identifica pe om și este trimis înapoi în timp într-o capsulă. Când Conger se pregătește pentru sosirea omului, el descoperă că craniul este al său și că el este omul care va schimba lumea, pe măsură ce oamenii din jurul orașului încep să se intereseze de călătoria în timp. Datorită folosirii călătoriei în timp, Conger își dă seama că, deși va muri, o altă versiune a sa va reapărea în câteva luni, ca și cum ar fi înviat. 